# Катакалон Кекавмен
Катакалон Кекавмен (на гръцки: Κατακαλὼν Κεκαυμένος) е изтъкнат византийски генерал от средата на XI век, главен герой на Йоан Скилица в заключителната част на неговата историческа хроника.

## Биография
Катакалон Кекавмен е роден в малоазийския град Колонея (днес Шебинкарахисар, Турция) и по произход бил арменец, а по вяра – най-вероятно халкедонит т.е. източноправославен християнин. Въпреки че очевидно принадлежал към известното семейство Катакалон, според Йоан Скилица той нямал аристократичен произход. Отличава се за първи път в италианската кампания на Георги Маниак. Там Кекавмен, с ранг на протоспатарий, командва контингент от тема Армениакон и ръководи успешно отбраната на Месина срещу една арабска атака през 1040 г.
През 1042 г. император Михаил V Калафат го натоварва със задачата да потуши едно въстание в Константинопол. На следващата година в Босфора се явили руски кораби на новгородския княз Владимир, на киевския Вишата, както и съюзната им и наемна варяжка войска. По това врме Кекавмен вече бил издигнат в сан вест и служел като архонт на дунавските градове в Паристрион, а тази тема имала важно значение при настъплението на руския флот, който вероятно установил своя временна база в устието на Дунава и се снабдявал с продоволствия чрез набези по крайбрежието на областта. Като управител на градовете в областта Катакалон Кекавмен бил натоварен и със задачата да следи за придвижването на русите и дори влязъл в сражение с техни отряди, които слезли на брега за провизии. Руските кораби претърпели жестоко поражение от имперския флот в Пропонтида, а на връщане обратно остатъците от пехотата на Вишата се натъкнали на войските на Кекавмен при Варна. В провелото се сражение много от нашествениците загинали, а около 800 били пленени, в това число и Вишата, след което Кекавмен ги изпратил оковани в Константинопол.
Особено успешна е кариерата на Кекавмен при управлението на император Константин IX Мономах. Тогава Кекавмен служи на изток като дука на тема Иверия и става управител на Ани, след като градът е анексиран от Византийската мперия през 1045 г. Тогава Катакалон Кекавмен ръководи местните войски в първите сражения срещу селджукските турци и през 1048 г. заедно с катепана на Васпуракан Аарон, сина на цар Иван-Владислав, успява да разгроми една 20-хилядна селджукска войска, командвана от Хасан Глухия, който бил племенник на Тугрул бег. Когато Тугргул бег изпраща нова армия, съставена от около 100 хиляди души и командвана от полубрат му Ибрахим Инал, Катакалон Кекавмен предлага изненадващо нападение над изморените от похода селджуки, докато колегата му Аарон заема една по-предпазлива позиция за отбрана до второ нареждане от Константинопол. Надделява позицията на Аарон, подкрепена и от императорските нареждания. В крайна сметка към силите на Аарон и Кекавмен се присъединяват и грузински подкрепления, начело с грузинския княз Липарит, което дало възможност на християнските войски да атакуват първи турците. В разигралата се битка край крепостта Капетру турците са победени, а предводителят им бяга. Междувременно обаче турците успели да плячкосат Арце близо до Теодосиупол (днешен Ерзерум), което поставило началото на селджукските набези в арменските и грузинските области, владени от Византия.
В края на 40-те години XI век Кекавмен е повишен в длъжност до стратилат на Изтока и взима участие във войната срещу печенегите от 1049 г. като втори в командването след неопитния ректор Никифор. Скилица съобщава, че след като ромейските сили преминали Хемус и се настанили да лагеруват при Диакане, Кекавмен бил единственият от стратезите, който видял удобен момент за нападение над печенегите, чиито орди по това време били временно разпръснати. Кекавмен настоял врагът да бъде атакуван, докато силите му не са се събрали, но съветът му бил категорично отхвърлен от останалите, а ректорът Никифор дори му се присмял, казвайки, че разпръснатите печенеги ще се изпокрият в шубраците, а той не води със себе си кучета, които да ги вадят от дупките. Така Никифор отложил сражението за следващия ден, когато силите на врага вече били съединени. По време на битката, в която Кекавмен командвал дясното крило на ромейската войска, силите на ромеите не издържали и били обърнати в бягство. Единствено Катакалон Кекавмен останал да се сражава с частите си и след героична борба, паднал заедно с всичките си хора. Животът му обаче е спасен случайно от един печенег на име Галин, който познавал Кекавмен още от времето, в което той управлявал градовете край Дунав и двата народа били в добри отношения. Печенегът намерил Какавмен да лежи сред мъртвите и като го обърнал възнак, разпознал го по лицето му, докато го събличал. Оказало се, че Кекавмен бил все още жив и стоял безмълвен, тежко ранен по главата и шията, заради което загубил много кръв. Печенегът отвел Кекавмен в палатката си и с много старания и грижи успял да го спаси. През 1055 г. Кекаквмен е издигнат в магистърски сан и е назначен на престижния и влиятелен пост дука на Антиохия.
Наследникът на император Константин IX – Михаил VI, като цяло изпитвал недоверие към изтъкнатите пълководци и се отнасял зле с тях – той отказал повишение с проедърски титли на Катакалон Кекавмен и Исак Комнин, които вече били магистри, и най-вероятно отстранил Кекавмен от длъжност. Поради това през 1057 г. Кекавмен подкрепил активно преврата на Исак Комнин и в знак на благодарност получил от новия император титлата куропалат.
Вероятно при управлението на император Константин X Дука Катакалон Кекавмен се замонашва и приема името Калиник. Точната дата, в която това се е случило, както и причините за тази постъпка не са известни, тъй като разказът на Скилица стига само до 1057 г. Запазени са обаче един оловен печат с надпис Калиник Кекавмен, монах и куропалат както и писма на Михаил Псел до Кекавмен, от които става ясно, че Катакалон Кекавмен е изпаднал в немилост пред императора, което може да се приеме като причина и за замонашването на Катакалон Кекавмен. Освен това от писмата на Псел се разбира, че Кекавмен е търсел от него и от патриарха помощ и ходатайство пред императора, за да получи полагащото му се като на носител на висшата дворцова титла куропалат годишно възнаграждение, наречено рога, което така и не му било изплатено. По този повод Псел поздравява Кекавмен за направения от него избор да постъпи на духовно поприще, но и го уверява, че не може да му се помогне с нищо по въпроса с неизплатената рога, препоръчвайки му, и то с известна доза ирония, да се задоволи с многократно по-голямата награда, която ще получи в отвъдното вместо неизплатената от императора държавна рента.

## Литературна дейност
Катакалон Кекавмен е бил автор на своя автобиография, която по-късно била използвана от Йоан Скилица като основен източник за събитията от 1042 – 1057 г., описани в неговата история. Поради това разказът на Скилица описва в детайли кариерата на Кекавмен, възхвалява този генерал и неговите постижения..
Катакалон Кекавмен също е изтъкван и като автор на военния трактат, известен като Стратегикон на Кекавмен, но идентифицирането на Катакалон Кекавмен с автора това съчинение, известен единствено с името Кекавмен, се отхвърля от повечето съвременни изследователи.